# Nomerobius golbachi
Nomerobius golbachi är en insektsart som beskrevs av Gonzalez Olazo 1993. Nomerobius golbachi ingår i släktet Nomerobius och familjen florsländor. Inga underarter finns listade i Catalogue of Life.